# Yūto Fujita
Yūto Fujita (japanisch 藤田 雄士 Fujita Yūto; * 23. August 1999 in der Präfektur Kanagawa) ist ein japanischer Fußballspieler.

## Karriere
Yūto Fujita erlernte das Fußballspielen in den Jugendmannschaften vom Kunan FC, Fujisawa FC und Kawasaki Frontale, in der Schulmannschaft der Städtischen Oberschule Funabashi (shiritsu Funabashi kōtō-gakkō) sowie in der Universitätsmannschaft der Universität Kanagawa. Seinen ersten Profivertrag unterschrieb er am 1. Februar 2022 bei Blaublitz Akita. Der Verein aus Akita, einer Stadt in der gleichnamigen Präfektur Akita, spielt in der zweiten japanischen Liga. Sein Zweitligadebüt gab Yuto Fujita am 23. März 2022 (6. Spieltag) im Auswärtsspiel gegen Tokushima Vortis. Hier wurde er in der 83. Minute für Taira Shige eingewechselt. Das Spiel endete 0:0.